# Pternistis griseostriatus
El francolín angoleño o francolín de Angola (Pternistis griseostriatus) es una especie de ave galliforme de la familia Phasianidae endémcia de Angola. Su hábitat natural es el de bosques tropicales o subtropicales secos de tierras bajas y pastizales. 